# Ясинский, Адам
Адам Яси́нский (Яси́ньский) (пол. Adam Jasiński; 24 декабря 1812, с. Дитятин, Галиция, Австрийская империя — 3 марта 1862) — польский церковный католический деятель, епископ Пшемысля (23.03.1860 — 3.03.1862).

## Биография
Изучал теологию во Львовском университете. Рукоположён в 1836 году. Затем служил диаконом, пресвитером, викарием в г. Стрый и Львове.
Читал лекции по богословию во Львовском университете, в Станиславове преподавал катехизис.
23 сентября 1860 года получил епископское посвящение. Посол (депутат) Галицкого сейма 1-го созыва в 1861—1866 годах.
С 23 марта 1860 года до своей смерти в 1862 году — епископ Пшемысля.
Похоронен на Лычаковском кладбище во Львове.